# Áslaug Munda Gunnlaugsdóttir
Áslaug Munda Gunnlaugsdóttir (* 2. Juni 2001) ist eine isländische Fußballnationalspielerin, die seit 2018 für den isländischen Verein Breiðablik Kópavogur spielt.

## Karriere

### Vereine
Áslaug Munda spielte am 6. Juni 2016, vier Tage nach ihrem 15. Geburtstag erstmals in einem Zweitligaspiele für Völsungur. Sie stand dabei in der Startelf, wurde aber nach 75 Minuten ausgewechselt. Drei Wochen später wurde sie erst in der 68. Minute eingewechselt, erzielte aber in der 86. Minute mit ihrem ersten Ligator den Ehrentreffer zum 1:3-Endstand. In der Saison, die für Völsungur mit dem Abstieg endete, wurde sie noch viermal eingewechselt. In der Drittligasaison 2017 brachte sie es auf 16 Einsätze, in denen ihr sechs Tore gelangen. Zur Saison 2018 wechselte sie zum Rekordmeister Breiðablik Kópavogur, wo sie in 15 Spielen zehnmal ein- und dreimal ausgewechselt wurde, zwei Tore erzielte und ihren ersten Meistertitel und Pokal gewann. In der nächsten Saison stand sie bei 18 Einsätzen 15-mal in der Startelf, erzielte aber auch nur zwei Tore. Durch die Vorjahresmeisterschaft war der Verein für die Qualifikation der UEFA Women’s Champions League 2019/20 zugelassen und konnte sich bei einem Turnier in Bosnien und Herzegowina mit drei Siegen und 18:2 Toren für die K.-o.-Runde qualifizieren. Im Sechzehntelfinale konnten sie mit zwei knappen Siegen (3:2 und 1:0) Sparta Prag ausschalten, verloren dann aber im Achtelfinale zweimal gegen Paris Saint-Germain. Áslaug Munda kam in allen sieben Spielen zum Einsatz und verpasste keine Minute. 2020 wurde erneut die Meisterschaft errungen, sie wurde aber nur siebenmal eingesetzt. Die Qualifikation zur UEFA Women’s Champions League 2021/22 überstand Breiðablik mit Siegen gegen KÍ Klaksvík (7:0), FC Gintra (8:1) sowie einem 1:1 und 3:0 gegen ŽNK Osijek und erreichte damit die erstmals ausgetragene Gruppenphase, in der allerdings nur beim torlosen Remis gegen Schytlobud-1 Charkiw ein Punkt geholt wurde. Áslaug kam aber nur in den ersten beiden Qualifikationsspielen zum Einsatz.

### Nationalmannschaften

#### Juniorinnen
Nach sechs Spielen mit der U-16-Mannschaft zwischen Februar und Juli 2017, nahm sie mit der U-17 im Oktober an der ersten Qualifikationsrunde zur U-17-Fußball-Europameisterschaft der Frauen 2018 teil. Mit Siegen gegen Gastgeber Aserbaidschan und Montenegro hatten sich ihre Mitspielerinnen schon für die zweite Runde qualifiziert, als sie bei der Niederlage gegen den späteren Europameister Spanien ihren ersten Einsatz hatte. Bei der zweiten Runde Ende März 2018 wirkte sie beim Sieg gegen Irland und der Niederlage gegen die gastgebende deutsche Mannschaft mit.
Bereits Anfang März 2018 hatte sie dreimal mit der U-19-Mannschaft bei einem Turnier in La Manga gespielt und nach zwei weiteren Freundschaftsspielen im August, nahm sie im Oktober an der ersten Qualifikationsrunde für die U-19-Fußball-Europameisterschaft der Frauen 2019 teil. Sie wurde bei den drei Siegen gegen Wales, Armenien und Belgien eingesetzt, durch die sie ohne Punktverlust die zweite Runde erreichten. Hier reichte es im April 2019 aber nur zu je einem Sieg und Remis sowie einer Niederlage, so dass sie als Gruppenzweite die Endrunde verpassten. Bei der nächsten Austragung der ersten Runde zur U-19-Fußball-Europameisterschaft der Frauen 2020 hatten sie im Oktober 2019 Heimrecht. Mit Siegen gegen Griechenland und Kasachstan erreichten sie trotz der abschließenden Niederlage gegen Spanien die zweite Runde. Diese wurde dann aber wie auch die Endrunde wegen der COVID-19-Pandemie nicht durchgeführt. Ihre letzten Einsätze in der U-19 waren drei Freundschaftsspiele im März 2020, in denen ihr das einzige Tor für die U-19 gelang.

#### A-Nationalmannschaft
Im Juni 2019 wurde sie bei zwei Freundschaftsspielen gegen Finnland erstmals in der A-Nationalmannschaft eingesetzt. Beim torlosen ersten Spiel am 13. Juni wurde sie in der 59. Minute eingewechselt. Im zweiten Spiel, das 2:0 gewonnen wurde, wirkte sie dann 90 Minuten lang mit. Sie wurde dann auch für die ersten beiden Spiele der Qualifikation für die EM 2022 nominiert, aber nicht eingesetzt. Für die ersten sechs Spiele der Qualifikation für die WM 2023 wurde sie einmal nominiert, aber nicht eingesetzt.
Am 11. Juni 2022 wurde sie für die EM-Endrunde nominiert. Zusammen mit der Jüngsten – Amanda Andradóttir – war sie die Feldspielerin im Kader mit den wenigsten Länderspielen. Bei der EM hatte sie nur zwei Kurzeinsätze im zweiten und dritten Gruppenspiel gegen Italien und Frankreich eingesetzt, die wie das erste Gruppenspiel 1:1 endeten. Mit diesen drei Remis reichte es nur zum dritten Platz.
Bei den letzten beiden Gruppen-Spielen in der Qualifikation für die WM 2023 stand sie in der Startelf. Nach einem 6:0-Sieg gegen Belarus kam es am letzten Spieltag in Utrecht zum Finale um den Gruppensieg gegen die Niederlande, wobei den Isländerinnen ein Remis gereicht hätte. Bis zur 3. Minute der Nachspielzeit hielten sie ihr Tor sauber, dann mussten sie das einzige Tor des Spiels hinnehmen, wodurch sich die Niederländerinnen qualifizierten und die Isländerinnen in die Play-offs gegen Portugal mussten. Durch eine 1:4-Niederlage nach Verlängerung, bei der sie in der 52. Minute die erste Rote Karte ihrer Karriere erhielt, verpassten sie endgültig die WM-Endrunde.
Am 13. Juni 2025 wurde sie für die EM-Endrunde 2025 nominiert. Sie kam bei den drei Niederlagen ihrer Mannschaft, nach denen die Isländerinnen ausschieden, nur zu einem Kurzeinsatz im zweiten Gruppenspiel gegen die Schweiz.

## Erfolge
- Isländische Meisterin 2018, 2020 und 2024
- Isländische Pokalsiegerin 2018, 2021
- Isländische Superpokalsiegerin 2019